# Carl Marstrander
Carl Johan Sverdrup Marstrander (Kristiansand, 26 de novembre de 1883 - Oslo, 23 de desembre de 1965) fou un lingüista noruec, conegut pel seu treball sobre el gaèlic irlandès. La sev obra, escrita majoritàriament en noruec sobre els components cèltics i nòrdics en la cultura de Noruega, són considerats força importants per a la Noruega moderna.

## Biografia
Estudià amb Sophus Bugge i Alf Torp, i des de 1907 va passar un temps a Irlanda estudiant l'An Blascaod Mór amb Tomás Ó Criomhthain, i després ensenyà a l'Escola d'Ensenyament Irlandès en 1910. De 1913 a 1954 fou professor de llengües cèltiques a la Universitat d'Oslo. Durant l'ocupació de Noruega pel Tercer Reich fou empresonat moltes vegades. Va influir en lingüistes posteriors com Alf Sommerfelt i Carl Borgstrøm.

## Treball acadèmic
En 1913 començà la publicació del gran projecte històric Diccionari de la Llengua Irlandesa. També és conegut pels seus escrits sobre història de l'Illa de Man, i per assegurar el reconeixement i suport de l'historiador manx J. J. Kneen. Fou el pioner en registrar sons en llengua manx quan encara vivien els parlants nadius de la llengua.
També va teoritzar sobre l'origen italià septentrional o etrusc de les runes. Tanmateix, aquestes teories es basaven parcialment en un objecte que posteriorment resultà ser una falsificació.

## Obres
- Miscellany presented to Kuno Meyer. By some of his friends and pupils on the occasion of his appointment to the chair of Celtic philology in the Univ. of Berlin (Hersg.) mit Osborn Joseph Bergin (Halle/S., Niemeyer, 1912)
- Bidrag til det norske sprogs historie i Irland (Kristiania, Skrifter utgitt av Videnskapsselskapet i Kristiania Hist.-Filo. Kl. 5, 1915)
- Caractere indo-europeen de la langue hittite (Kristiania, Skrifter utgitt av Videnskapsselskapet i Kristiania. II. Hist.-Filos. Kl. 2, 1918)
- De nordiske runeinnskrifter i eldre alfabet. Skrift og sprik i folkevandringstiden. I. Danske og svenske innskrifter (1952, Sonderdruck aus Zeitschrift: Viking 16 (1953), S. 1–277)